# Dendrocnide
Dendrocnide es un género botánico con 62 especies de plantas  pertenecientes a la familia Urticaceae.  Tienen una amplia distribución en toda el Asia sudoriental, Australia y las islas del Pacífico.
Son conocidos coloquialmente como "picaduras de ortigas", y una especie australiana, Dendrocnide excelsa puede crecer a más de 40 metros de altura, como peligroso es Dendrocnide moroides que es sólo un arbusto.
Especies de Dendrocnide son utilizadas como alimento por las larvas de algunas especies de Lepidopteras, incluida Aenetus scotti. 

## Especies seleccionadas
- Dendrocnide amplissima
- Dendrocnide anacardioides
- Dendrocnide basirotunda
- Dendrocnide batanensis
- Dendrocnide carriana
- Dendrocnide moroides